# 李璋 (赵郡)
李璋（?—?），字重礼，唐朝官员，李绛第三子，出自赵郡李氏東祖房。

## 生平
唐宣宗大中初年，李璋登进士第，卢钧镇太原，为河东节度使，辟李璋为入幕府从事。入朝为监察御史，转侍御史。奏请太庙祫享应该再用宰相摄事。进升为起居郎。按旧制，设次郊丘，太仆盘车载乐，召群臣前往观看，李璋上奏罢除。唐懿宗咸通年间，官至尚书右丞、湖南观察使、宣歙观察使。有《太原事迹记》十四卷。

## 家族
- 兄长：李璆，河南府司錄參軍
  - 侄子：李隱，字巖士
- 兄长：李頊，衢州刺史
  - 侄子：李軒，字德輿
  - 侄子：李轂，字致之
  - 侄子：李軫，字輝之
- 妻：卢氏（821年—861年），卢匡伯女
  - 子：李谠儿，左庶子
  - 子：李殷（849年—877年8月26日），字道广，次女，卢氏所出，咸通九年嫁清河崔滂
  - 子：李陲，次子，奉义郎行河南府永宁县尉
  - 子：李慎微
  - 子：李德邻，字朋言
  - 子：李少微
  - 子：李德休，字表逸，相如县令，娶郑畋女
  - 子：李道扶，卢氏所生，先卢氏卒，终河南府兵曹
  - 子：李升，卢氏所生，进士
  - 女：李令儿（843年—860年），卢氏所生
  - 女：李氏（847年后生），卢氏所生
  - 卢氏所生四子，卢氏去世时尚幼，未详是否与上述诸子重合